# 小行星6942
小行星6942（英語：6942 Yurigulyaev）是一颗围绕太阳公转的小行星。1976年12月16日，柳德米拉·切爾尼赫在克里米亚发现了此天体。
这颗小行星的绝对星等为290.2494901185378等。